# Trappola da incubo
Trappola da incubo (Trapped) è un film per la televisione statunitense del 1989 diretto da Fred Walton.

## Trama
Mary Ann Marshall, giovane manager, lavora nel centro direzionale della discussa NTS Industries. Una sera, lasciando il lavoro con la segretaria, trova i cancelli sbarrati e i telefoni fuori uso e è affrontata con un killer. Mary Ann fugge e la segretaria viene uccisa. Intrappolata nel palazzo e inseguita, Mary Ann si imbatte in una spia industriale cui si unisce per affrontare il criminale.